# Georgi Bagration-Mukhrani (1884-1957)
Georgi Bagration-Mukhrani (in georgiano: გიორგი ბაგრატიონ-მუხრანელი; San Pietroburgo, 16 luglio 1884 – Madrid, 29 settembre 1957) è stato il capo del casato di Mukhrani dal 1918 al 1957.

## Biografia
Il principe Georgi nacque nel 1884, terzogenito di Aleksandr e della principessa Maria Golovatcheva. Sposò nel luglio 1908 la contessa Helena Złotnicka h. Nowina (1886-1979), la cui madre, la principessa Mariam Elisabarovna Eristova di Ksani, era una discendente di Eraclio II di Georgia.
Fu educato nel Corpo dei paggi a San Pietroburgo e fu maresciallo della Nobilità di Dusheti tra il 1916 e il 1917. Durante la guerra civile russa combatté con i Bianchi contro i bolscevichi nel 1921. Si riunì ai famigliari in esilio in Spagna nel 1944.
Morì a Madrid nel 1957 i suoi resti furono traslati dal nipote Jorge nella cattedrale di Svetitskhoveli nel 1995.

## Discendenza
Georgi Bagration-Mukhrani e Helena Złotnicka h. Nowina ebbero un figlio e due figlie:
- Irakli (1909-1977), con la seconda moglie Maria Antonietta Pasquini dei Conti di Costafiorita (1911-1944) ebbe un figlio. Con la terza moglie Maria de las Mercedes di Baviera ebbe altri due figli;
- Maria (Tbilisi, 13 ottobre 1911 - Tbilisi, 10 agosto 1992), per motivi di nostalgia tornò nella Georgia sovietica, ma venne arrestata nel 1948 e per otto anni fu in esilio a Magadan. Sposò in prime nozze Alexander Ivanovitch Smirnov (1908), e divorziò nel 1932. In seconde nozze sposò Pavel Platonovitch Domershikov, in terze nozze Solomon Bagratovitch Virsaladze e in quarte nozze Vassili Korganashvili. È sepolta nella Cattedrale di Svetitskhoveli;
- Leonida (1914-2010), ebbe una figlia con il primo marito, Sumner Moore Kirby (1895-1945), e un'altra figlia dal secondo marito, Vladimir Kirillovič Romanov.

## Ascendenza
|                                          |                               |                                            | Genitori                             |  |  | Nonni |  |  | Bisnonni                         |  |  | Trisnonni           |  |
|                                          |                               |                                            |                                      |  |  |       |  |  | Costantino VI Bagration-Mukhrani |  |  | Ioane Mukhranbatoni |  |
|                                          |                               |                                            |                                      |  |  |       |  |  | Costantino VI Bagration-Mukhrani |  |  | Ioane Mukhranbatoni |  |
|                                          |                               | Ketevan della Georgia                      |                                      |  |  |       |  |  | Costantino VI Bagration-Mukhrani |  |  |                     |  |
| Irakli Bagration-Mukhrani                |                               |                                            |                                      |  |  |       |  |  | Costantino VI Bagration-Mukhrani |  |  |                     |  |
|                                          |                               | Maria-Charoschan Zedginidze-Gouramischvili | ...                                  |  |  |       |  |  |                                  |  |  |                     |  |
|                                          |                               | Maria-Charoschan Zedginidze-Gouramischvili | ...                                  |  |  |       |  |  |                                  |  |  |                     |  |
|                                          |                               | Maria-Charoschan Zedginidze-Gouramischvili | ...                                  |  |  |       |  |  |                                  |  |  |                     |  |
| Aleksandr Bagration-Mukhrani             |                               | Maria-Charoschan Zedginidze-Gouramischvili |                                      |  |  |       |  |  |                                  |  |  |                     |  |
|                                          |                               | Ivan Argutinsky-Dolgorukov                 | ...                                  |  |  |       |  |  |                                  |  |  |                     |  |
|                                          |                               | Ivan Argutinsky-Dolgorukov                 | ...                                  |  |  |       |  |  |                                  |  |  |                     |  |
|                                          |                               | Ivan Argutinsky-Dolgorukov                 | ...                                  |  |  |       |  |  |                                  |  |  |                     |  |
| Katharina Ivanovna Argutinsky-Dolgorukov |                               | Ivan Argutinsky-Dolgorukov                 |                                      |  |  |       |  |  |                                  |  |  |                     |  |
|                                          |                               | Nina Tumanishvili                          | ...                                  |  |  |       |  |  |                                  |  |  |                     |  |
|                                          |                               | Nina Tumanishvili                          | ...                                  |  |  |       |  |  |                                  |  |  |                     |  |
|                                          |                               | Nina Tumanishvili                          | ...                                  |  |  |       |  |  |                                  |  |  |                     |  |
| Georgi Bagration-Mukhrani                |                               | Nina Tumanishvili                          |                                      |  |  |       |  |  |                                  |  |  |                     |  |
|                                          | Zakhar Alexeievich Golovachev | Alexey Ivanovich Golovachev                |                                      |  |  |       |  |  |                                  |  |  |                     |  |
|                                          | Zakhar Alexeievich Golovachev | Alexey Ivanovich Golovachev                |                                      |  |  |       |  |  |                                  |  |  |                     |  |
|                                          | Zakhar Alexeievich Golovachev | ...                                        |                                      |  |  |       |  |  |                                  |  |  |                     |  |
| Dmitri Zakharovitch Golovachev           | Zakhar Alexeievich Golovachev |                                            |                                      |  |  |       |  |  |                                  |  |  |                     |  |
|                                          |                               | Varvara Alexandrovna Ivina                 | ...                                  |  |  |       |  |  |                                  |  |  |                     |  |
|                                          |                               | Varvara Alexandrovna Ivina                 | ...                                  |  |  |       |  |  |                                  |  |  |                     |  |
|                                          |                               | Varvara Alexandrovna Ivina                 | ...                                  |  |  |       |  |  |                                  |  |  |                     |  |
| Maria Dmitrievna Golovatcheva            |                               | Varvara Alexandrovna Ivina                 |                                      |  |  |       |  |  |                                  |  |  |                     |  |
|                                          |                               | Georg von Hessen                           | Friedrich Leonhard von Hessen        |  |  |       |  |  |                                  |  |  |                     |  |
|                                          |                               | Georg von Hessen                           | Friedrich Leonhard von Hessen        |  |  |       |  |  |                                  |  |  |                     |  |
|                                          |                               | Georg von Hessen                           | Elisabeth Sidonia von Toll           |  |  |       |  |  |                                  |  |  |                     |  |
| Leonida Georgievna von Hessen            |                               | Georg von Hessen                           |                                      |  |  |       |  |  |                                  |  |  |                     |  |
|                                          |                               | Elisaveta Reingoldovna van Scheltinga      | Reinhold Peter van Scheltinga        |  |  |       |  |  |                                  |  |  |                     |  |
|                                          |                               | Elisaveta Reingoldovna van Scheltinga      | Reinhold Peter van Scheltinga        |  |  |       |  |  |                                  |  |  |                     |  |
|                                          |                               | Elisaveta Reingoldovna van Scheltinga      | Wilhelmine Henriette von Nettelhorst |  |  |       |  |  |                                  |  |  |                     |  |
|                                          |                               | Elisaveta Reingoldovna van Scheltinga      |                                      |  |  |       |  |  |                                  |  |  |                     |  |